# Chi Cygni
Chi Cygni (χ Cyg, χ Cygni) é uma estrela variável, do tipo Mira, na constelação de Cygnus a aproximadamente 550 anos-luz (170 parsecs) da Terra.
χ Cygni exibe uma das maiores variações de brilho conhecidas. Sua magnitude aparente visual varia em média entre 4,8 e 13,4 devido a pulsações estelares, com um período aproximado de 409 dias. Esses valores variam consideravelmente de ciclo a ciclo, tendo sido observadas magnitudes de até 3,3 no máximo e 14,2 no mínimo. O período também não tem valor fixo, e existem evidências de que ele está aumentando nos últimos século. O astrônomo Gottfried Kirch descobriu a variabilidade desta estrela em 1686.
As propriedades de χ Cygni como tamanho, temperatura e luminosidade variam ao longo dos ciclos de pulsação da estrela. Conforme a estrela expande, ela fica mais luminosa e mais fria. A grande variação em seu brilho visual não é causada pela variação de luminosidade, mas sim pela variação de temperatura, que muda a proporção de energia emitida na faixa visível e no infravermelho. Espectroscopicamente, χ Cygni é classificada como uma estrela de tipo S, e apresenta bandas de absorção moleculares assim como linhas de emissão.

## História

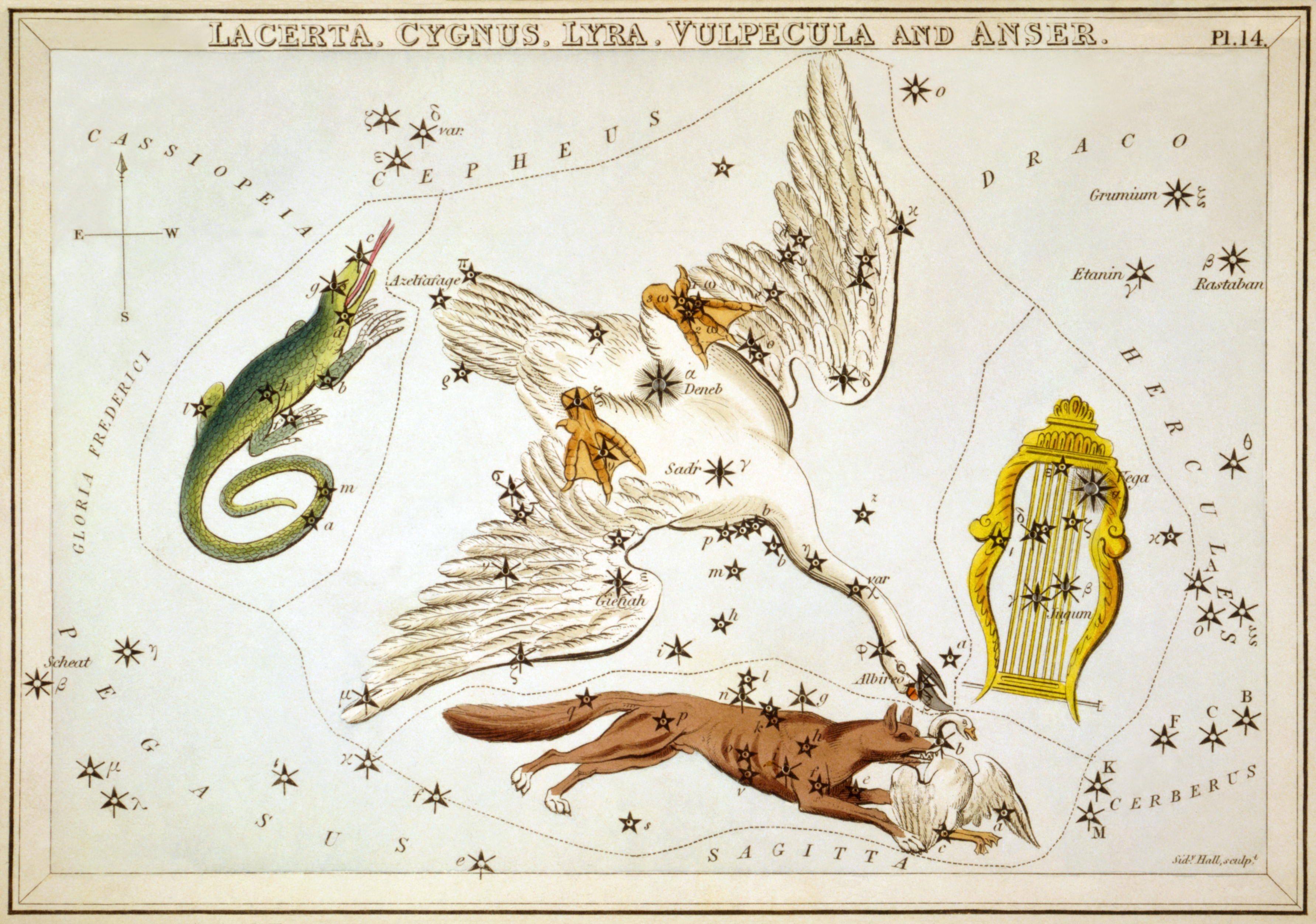
Ilustração da constelação de Cygnus em Urania's Mirror, com a estrela χ marcada como variável (no pescoço do cisne)

O astrônomo inglês Flamsteed registrou que a estrela 17 Cygni em seu catálogo era χ Cygni no catálogo de Bayer. É assumido que χ não era visível quando Flamsteed fez seu catálogo, mas não há outras informações e a discrepância não foi notada até 1816. Bayer tinha anotado χ Cygni como uma estrela de quarta magnitude, presumivelmente perto do máximo de brilho.
O astrônomo Gottfried Kirch descobriu a variabilidade de χ Cygni em 1686. Ao pesquisar essa área do céu para observar a Nova Vulpeculae, ele notou que a estrela marcada como χ na Uranometria de Bayer não estava presente. Ele continuou a monitorar a área e em 19 de outubro de 1686 a registrou com magnitude 5.
Kirch considerou χ Cygni uma estrela variável regular com um período de 404,5 dias, mas foi rapidamente notado que o período e a amplitude variavam consideravelmente de ciclo a ciclo. Thomas Dick determinou um período de 392 dias, possivelmente de até 398 dias, e notou três características de sua variabilidade: durante o brilho máximo, a estrela não tem mudanças aparentes por quinze dias; ela leva três meses e meio para aumentar de brilho de magnitude 11 até o máximo, e o mesmo para diminuir, e é invisível por seis meses; o brilho máximo não é o mesmo de ciclo a ciclo, às vezes sendo de magnitude 5, às vezes magnitude 7.
A estrela foi então observada apenas esporadicamente até o século XIX. Uma sequência contínua de observações foi feita por Argelander e Schmidt de 1845 a 1884. Essas foram as primeiras séries de observações mostrando o brilho mínimo da estrela. Desde o começo do século XX tem sido monitorada intensamente por vários observadores.
Os primeiros espectros de χ Cygni só podiam ser tirados perto do brilho máximo. Eles mostraram linhas de absorção fracas, com linhas de emissão brilhantes sobrepostas, e a estrela era tipicamente classificada com tipo M6e no brilho máximo. Com a introdução do tipo espectral S, χ Cygni foi considerada intermediária entre as classes M e S, com tipos espectrais de S5e ou M6-M8e. Mais tarde, espectros mais sensíveis durante o mínimo deram tipos espectrais tão frios como M10 ou S10,1e. No sistema de classificação revisado para estrelas S, criado para melhor refletir o gradiente entre estrelas M e estrelas de carbono, χ Cygni durante o máximo foi classificada como S6 Zr2 Ti6 ou S6+/1e, o equivalente a MS6+. Tipos espectrais em diferentes fases da variação de brilho variavam entre S6/1e e S9/1-e, apesar de nenhuma observação ter sido feita durante o brilho mínimo.
Masers de SiO foram detectados em χ Cygni em 1975. Emissão de H2O da atmosfera de χ Cygni foi detectada em 2010, mas masers de H2O não foram encontrados.

## Variabilidade

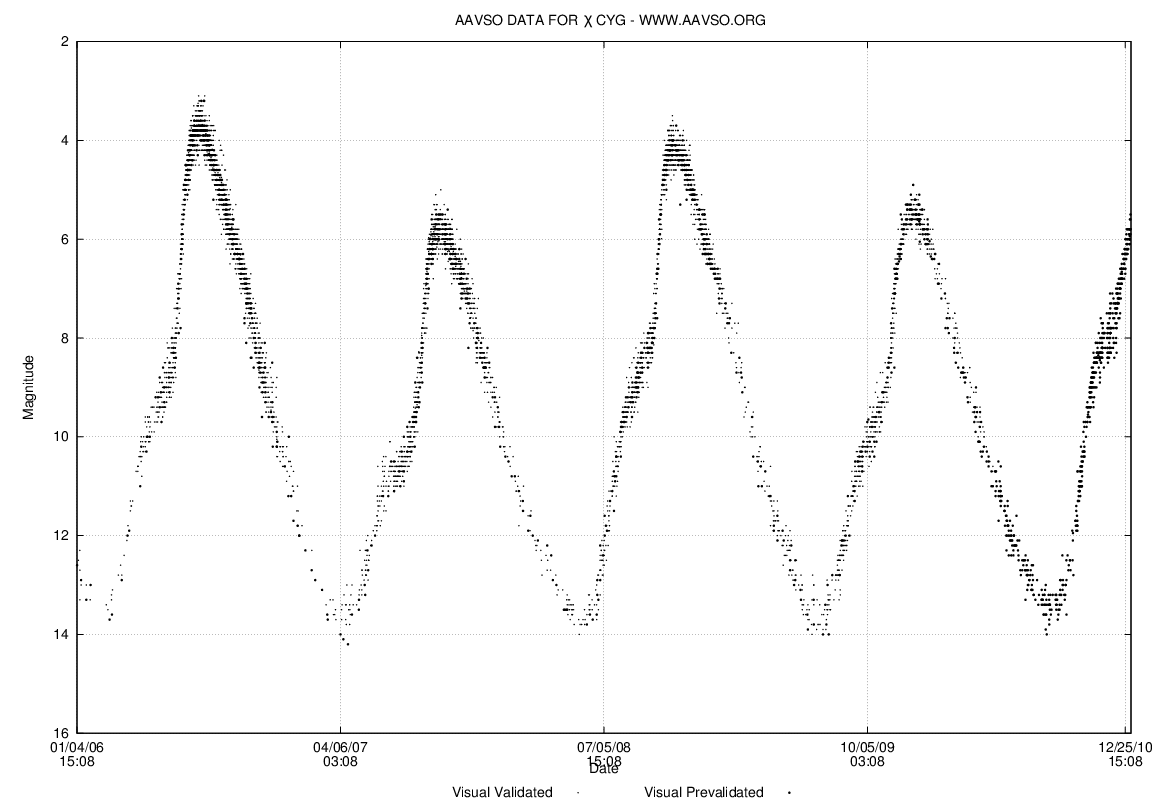
Curva de luz de χ Cygni de 2006 a 2010

χ Cygni mostra uma das maiores variações em magnitude aparente de qualquer estrela variável pulsante. Os extremos observados são 3,3 e 14,2, uma variação de luminosidade visual por um fator de mais de 10 mil. O brilho máximo médio é próximo de magnitude 4,8, e o mínimo médio é de cerca de 13,4. A forma da curva de luz é bastante consistente de ciclo a ciclo, com o aumento de brilho sendo mais rápido que a queda. Aproximadamente no meio do caminho entre o mínimo e o máximo, a taxa de aumento de brilho diminui temporariamente, para então a estrela subir rapidamente até o brilho máximo, o que é uma característica típica da curva de luz de variáveis Mira com períodos de mais de 300 dias. O tempo de subida é aproximadamente 50% menor que o tempo de queda.
Tanto a magnitude máxima como a mínima variam consideravelmente de ciclo a ciclo: os máximos podem ser mais brilhantes que magnitude 4,0 ou menos que 6,0, e mínimos menos brilhantes que 14,0 ou mais brilhantes que magnitude 11,0. O máximo de 2014 pode ter sido o menos brilhante já observado, apenas alcançando magnitude 6,5, enquanto menos de dez anos antes o máximo de 2006 tinha sido o mais brilhante em mais de um século, com magnitude 3,8. Alguns dos mínimos supostamente mais brilhantes podem ter sido simplesmente períodos de cobertura observacional incompleta. Dados de longo prazo da BAA e AAVSO mostram mínimos consistentemente entre magnitude 13 e 14 ao longo do século XX.
O período de máximo até máximo ou de mínimo até mínimo não é consistente, podendo variar em até 40 dias para menos ou para mais em relação ao período médio. O período médio depende do período de observação usado, mas geralmente é dado como 408,7 dias. Existem evidências de que o período médio aumentou por cerca de 4 dias ao longo dos últimos três séculos. Variações de período em escalas de tempo menores aparentam ser aleatórias ao invés de cíclicas, apesar de ser possível também que o aumento secular de período não seja linear. A variação de período só é significativa quando calculada usando os máximos, já que os mínimos só estão disponíveis para os ciclos mais recentes.
Observa-se que o tipo espectral varia durante as mudanças de brilho, de S6 até S10. Os tipos espectrais mais quentes são vistos durante o máximo de brilho.  Após o máximo, a intensidade das linhas de emissão começa a aumentar. Se aproximando do mínimo, a emissão fica muito forte e várias linhas moleculares incomuns e proibidas aparecem.
O diâmetro angular de χ Cygni pode ser medido diretamente usando interferometria. Observações mostram que o diâmetro varia aproximadamente entre 19 e 26 milissegundos de arco. As mudanças de tamanho estão praticamente em fase com as mudanças de brilho e tipo espectral. O menor tamanho é observado na fase 0,94, cerca de 30 dias antes do máximo de brilho.

## Distância
A paralaxe anual de χ Cygni foi estimada em 5,53 milissegundos de arco (mas) na nova redução dos dados do satélite Hipparcos, o que corresponde a uma distância de 181 parsecs (pc). A paralaxe equivale a apenas um quarto do diâmetro angular da estrela. A margem de erro estatística é de cerca de 20%.
A distância também pode ser derivada comparando mudanças no diâmetro angular da estrela a variações da velocidade radial medida na atmosfera (versão modificada do método de Baade–Wesselink). Esse método dá uma paralaxe de 5,9 mas com uma precisão similar à da medição direta da paralaxe, correspondendo a uma distância de 169 parsecs. Comparando a magnitude aparente de χ Cygni com uma magnitude absoluta calculada da relação período-luminosidade para variáveis Mira resulta em uma distância de 164 pc, também compatível ao valor de paralaxe.
Estudos anteriores de forma geral chegavam a distâncias menores, como 106, 114, ou 132 pc. A paralaxe original calculada pelos dados da sonda Hipparcos é 9,43 mas, indicando uma distância de 106 pc.

## Propriedades

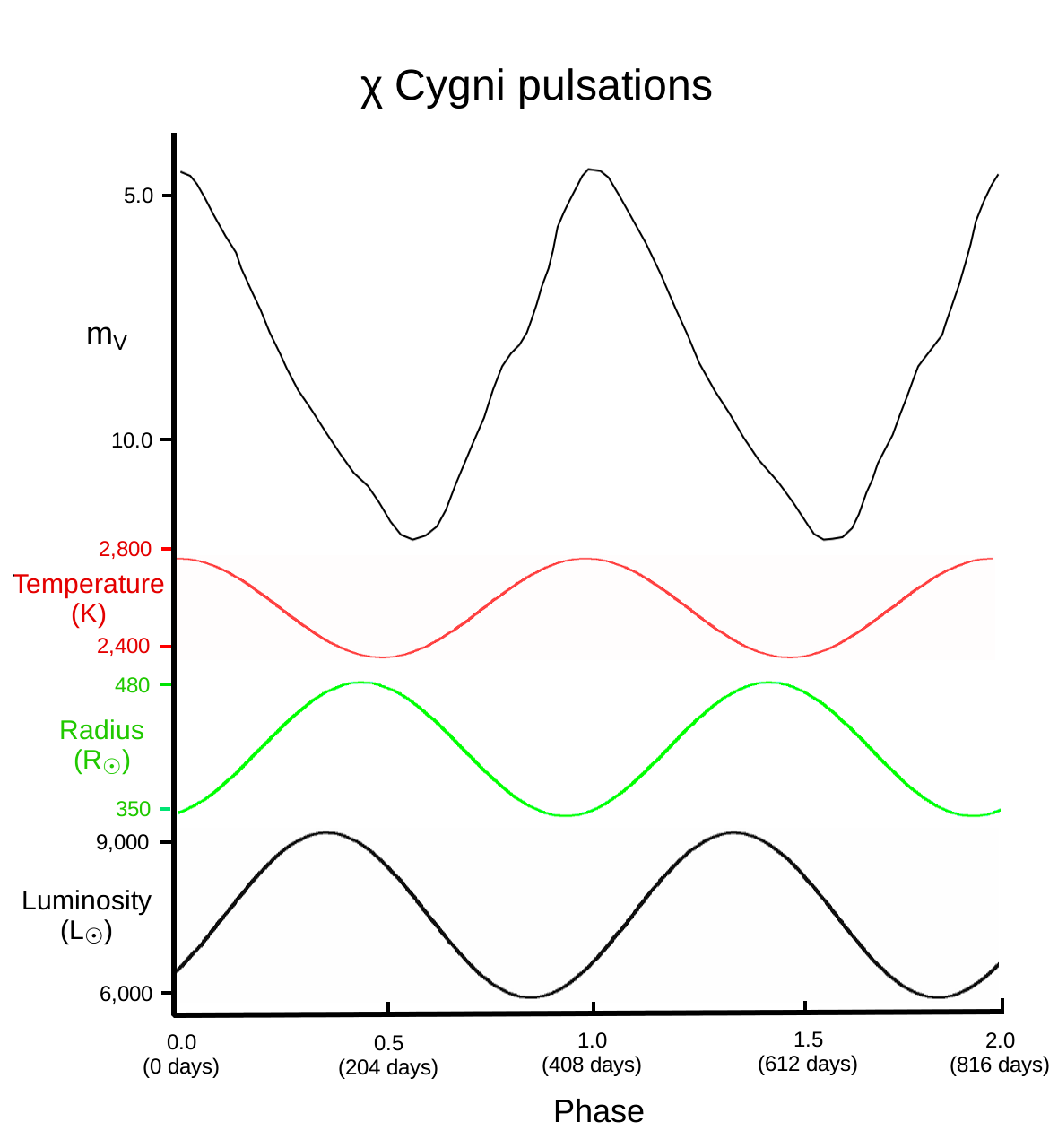
Mudanças na magnitude visual, temperatura, raio, e luminosidade bolométrica em função da fase de pulsação de χ Cygni

χ Cygni é muito maior e mais fria que o Sol, tão grande que é milhares de vezes mais luminosa apesar da baixa temperatura. Ao longo de suas pulsações, o raio e a temperatura variam ao longo do período de aproximadamente 409 dias. A temperatura efetiva varia entre 2 400 K até cerca de 2 700 K e o raio varia de 350 a 480 R☉. Essas pulsações causam a luminosidade da estrela variar entre cerca de 6 000 e 9 000 L☉, mas fazem o brilho visual variar por mais de 10 magnitudes. A diferença enorme de luminosidade visual é criada por uma mudança para o infravermelho na radiação eletromagnética emitida pela estrela conforme ela esfria, e pela formação a baixas temperaturas de moléculas que absorvem luz visível.
As variações de brilho visual da estrela estão fortemente correlacionadas com mudanças no tipo espectral e temperatura. O raio é quase anti-correlacionado com a temperatura, com o raio mínimo ocorrendo cerca de 30 dias antes da temperatura máxima. As variações na luminosidade bolométrica são causadas principalmente pela variação no raio da estrela, com a luminosidade máxima ocorrendo cerca de 57 dias antes do raio máximo e menor temperatura. A luminosidade varia mais de um quarto de ciclo atrás do brilho visual, o que significa que a estrela é mais brilhante visualmente no ponto de luminosidade mínima do que no ponto de luminosidade máxima.
A massa de estrelas isoladas é difícil de ser determinada precisamente. No caso de χ Cygni, as pulsações da estrela oferecem um jeito de medir diretamente a aceleração gravitacional de camadas na atmosfera. A massa medida com essa técnica é de 2,1+1,5
−0,7 M☉. Aplicando uma relação empírica período/massa/raio de  estrelas Mira para χ Cygni fornece uma massa de 3,1+2,7
−1,2 M☉. Esses valores são considerados altos para uma estrela desse tipo e podem indicar que χ Cygni não é uma variável Mira típica. χ Cygni está perdendo massa a uma taxa de quase 10−6 M☉ por ano através de um vento estelar a 8,5 km/s.
χ Cygni é normalmente classificada como uma estrela de tipo S devido à presença de bandas de óxido de zircônio (ZrO) e óxido de titânio (TiO) em seu espectro. Comparada com outras estrelas S, as bandas de ZrO são fracas e bandas de óxido de vanádio (VO) são visíveis, então o espectro é às vezes descrito como MS, intermediário entre um espectro M normal e o tipo S. O espectro χ Cygni também apresenta linhas espectrais de elementos do processo-s, como tecnécio, produzidos naturalmente em estrelas AGB como as variáveis Mira. Estrelas S são uma fase intermediária entre estrelas de classe M que contêm mais oxigênio do que carbono em suas atmosferas, e estrelas de carbono que possuem mais carbono. O carbono é movido para a atmosfera por meio das terceiras dragagens que ocorrem com pulsos termais na fase AGB. Estrelas S têm razões C/O entre 0,95 e 1,05. A razão C/O na atmosfera de χ Cygni é de 0,95, consistente com sua classificação como uma estrela S/MS.

## Evolução

Caminho evolucionário de uma estrela de massa intermediária semelhante a χ Cygni

χ Cygni é uma gigante vermelha luminosa e variável que está no ramo assintótico das gigantes (AGB). Isso indica que a estrela já esgotou o hélio em seu núcleo, mas não é massiva o bastante para iniciar a fusão de elementos mais pesados e está atualmente fundindo hidrogênio e hélio em camadas concêntricas ao redor do núcleo. Especificamente, χ Cygni está na etapa de pulsos termais do AGB (TP-AGB), que ocorre quando a camada de hélio passa por flashes conforme a fusão acaba por um tempo e retoma com a acumulação de novo hélio produzido pela queima de hidrogênio.
Estrelas AGB ficam mais luminosas, maiores, e mais frias conforme perdem massa e as camadas internas ficam mais próximas da superfície. A perda de massa aumenta conforme a massa diminui, a luminosidade aumenta e mais produtos de fusão são levados à superfície. As estrelas "sobem" pelo AGB até a perda de massa ficar tão intensa que elas começam a aumentar de temperatura e entrar na fase pós-AGB, eventualmente virando anãs brancas.
A evolução de uma variável Mira deve causar um aumento de seu período, assumindo que ela permaneça na região instável de pulsações. No entanto, esse aumento a longo prazo é interrompido pelos pulsos termais, que ocorrem com separações de dezenas de milhares de anos, mas devem produzir mudanças rápidas no período nos mil anos após o pulso. As mudanças de período detectadas em χ Cygni são sugestivas do fim dessa mudança rápida causada por um pulso termal. As mudanças de período entre pulsos são muito lentas para serem detectadas com observações atuais.
Pulsos termais no TP-AGB produzem mudanças progressivamente mais drásticas até o fim da fase AGB. Cada pulso gera instabilidade interna que leva a convecção de material na superfície em direção ao interior da estrela. Quando essa zona de convecção atinge a camada de hidrogênio onde ocorre fusão, ela transporta produtos de fusão do interior até a superfície. Isso é conhecido como a terceira dragagem, apesar de poder existir várias terceiras dragagens. A existência desses produtos de fusão na superfície é responsável pela evolução de uma estrela de tipo M para uma estrela S, e eventualmente para uma estrela de carbono.
A massa inicial e idade de uma estrela AGB são difíceis de serem conhecidos precisamente. Estrelas de massa intermediária perdem pouca massa antes do começo do AGB, menos de 10%, mas então apresentam intensa perda de massa no AGB, especialmente no TP-AGB. Estrelas com massas iniciais muito diferentes podem apresentar propriedades parecidas no AGB. Uma estrela inicialmente com 3 M☉, similar a χ Cygni, leva cerca de 400 milhões de anos para atingir o AGB, então cerca de 6 milhões de anos para chegar no TP-AGB, e passa cerca de 1 milhão de anos na fase do TP-AGB. Ela perde cerca de 0,1 M☉ antes do TP-AGB e 0,5 M☉ no TP-AGB. O núcleo de carbono e oxigênio com 0,6 M☉ se torna uma anã branca e as camadas externas da estrela são expelidas formando uma nebulosa planetária.